# 데라카도 리쿠
데라카도 리쿠(일본어: 寺門 陸, 2002년 11월 23일~)는 일본의 축구 선수이다.

## 구단 경력
그는 2021년 J1리그의 요코하마 F. 마리노스에 입단했다. 2021년부터 2023년까지 J2리그의 레노파 야마구치 FC에서 뛰었다. 2024년 요코하마 F. 마리노스로 복귀했다. 2025년 J2리그의 몬테디오 야마가타로 이적했다.